# Moupinia
Moupinia is een monotypisch geslacht van zangvogels uit de familie Paradoxornithidae (diksnavelmezen). 

## Soorten
Het geslacht kent de volgende soort:
- Moupinia poecilotis  – Roodstaartmoupinia